# تپه آذغان
تپه آذغان مربوط به سده‌های اولیه و میانه دوران‌های تاریخی پس از اسلام است و در شهرستان اهر، بخش مرکزی، دهستان آذغان، روستای آذغان واقع شده و این اثر در تاریخ ۱۵ دی ۱۳۸۷ با شمارهٔ ثبت ۲۳۹۵۸ به‌عنوان یکی از آثار ملی ایران به ثبت رسیده است.